# الجمعية الدولية لعلم النفس عبر الثقافة
الجمعية الدولية لعلم النفس عبر الثقافة هي جمعية علمية دولية مكرسة لتطوير الأبحاث في مجال علم النفس عبر الثقافة، وتسهيل التواصل بين الباحثين في هذا المجال. تأسست عام 1972 في هونغ كونغ. اعتبارًا من عام 2018، يقع مقرها في معهد فلوريدا التقني في ملبورن، فلوريدا، ولديها أكثر من 800 عضو من أكثر من 65 دولة مختلفة. وهي تابعة للاتحاد الدولي للعلوم النفسية والجمعية الدولية لعلم النفس التطبيقي. يتم نشر مجلة علم النفس عبر الثقافة نيابة عنها من قبل سيج للنشر.